# Ваалі
Ва́алі (ест. Vaali küla) — село в Естонії, у волості Ярва повіту Ярвамаа.

## Населення
Чисельність населення на 31 грудня 2011 року становила 21 особу.

## Географія
Через населений пункт проходить автошлях 15161 (Вао — Пяйнурме — Сулуствере).

## Історія
З 30 січня 1992 до 21 жовтня 2017 року село входило до складу волості Койґі.

## Пам'ятки природи
На північний захід від села лежить природний заповідник Сілмсі (Silmsi LKA).